# 北宋汝窯青瓷蓮花式溫碗
北宋汝窯青瓷蓮花式溫碗是北宋汝窯出產的一個溫碗。汝窯擁有“青瓷之魁”的美譽，此件蓮花式溫碗是同型器中舉世唯一的傳世品，中華民國國寶。

## 介紹

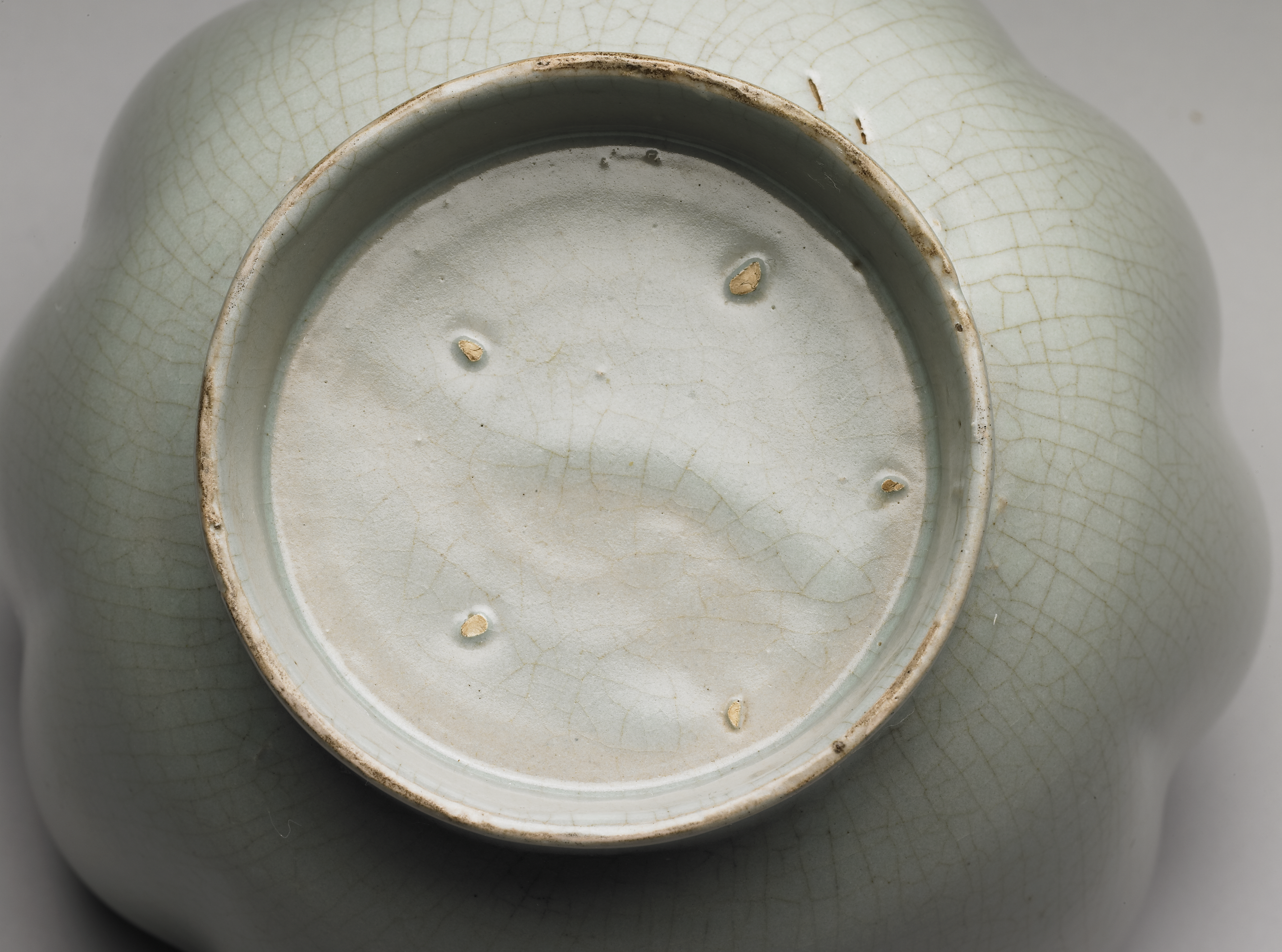
汝窯青瓷蓮花式溫碗_底部

汝窯青瓷蓮花式溫碗_細節

作品造形似如綻放的蓮花，俯看如十曲花瓣，口微外侈，深腹壁上豐下斂，圓底，高圈足。器型仿自金銀器，是當時南北方窯場皆生產的類型。全器施青釉，釉質勻潤，色呈藍中帶青，器表滿佈細密開片紋，口沿、圈足和底部釉薄處微現粉紅色光澤。燒造使用滿釉支燒法燒製，故底部存在五枚芝麻點狀的支燒痕跡，透過支燒點痕可見灰黃色的胎土。
整體氣質靜謐典雅，可稱為陶瓷工藝的代表作。這種花式溫碗多與執壺配套使用，注入溫水，可保持壺中液體的溫度不易散失。相似造型的蓮花碗另可見於河南省寶豐縣清涼寺的汝窯窯址，而十二世紀韓國高麗青瓷生產與之相似的青瓷花瓣式碗，則反映了徐兢《宣和奉使高麗圖經》一書中提到的北宋和高麗交流的史實。